# Puentetoma
Puentetoma es una localidad española de la provincia de Palencia, en la comunidad autónoma de Castilla y León. Pertenece al municipio de Aguilar de Campoo.

## Toponimia
El topónimo de Puentetoma parece proceder de la palabra latina ponte, que significa puente, mientras que Toma podría referirse al nombre de su poseedor, es decir sería un antropónimo. Por tanto tendríamos Ponte de Thoma o Puente de Tomás.
Se conserva un antiguo puente de piedra de un solo ojo, sobre el río Lucio, del que podría proceder el topónimo.

## Geografía
Con acceso desde las carreteras N-627 y P-620, a una distancia de 11 km de Aguilar de Campoo, la capital municipal, en la Montaña Palentina.

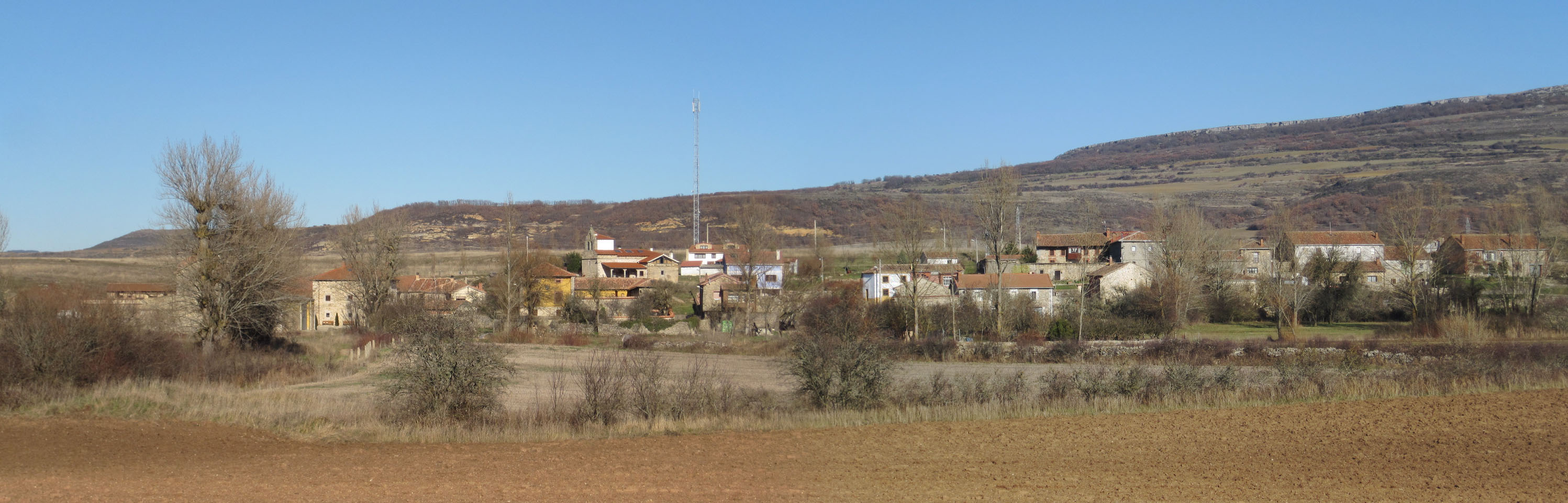
Vista panorámica de la localidad

## Demografía
| Gráfica de evolución demográfica de Puentetoma entre 2000 y 2020   |
|                                                                    |
| Población de derecho (2000-2020) según el padrón municipal del INE |

## Patrimonio

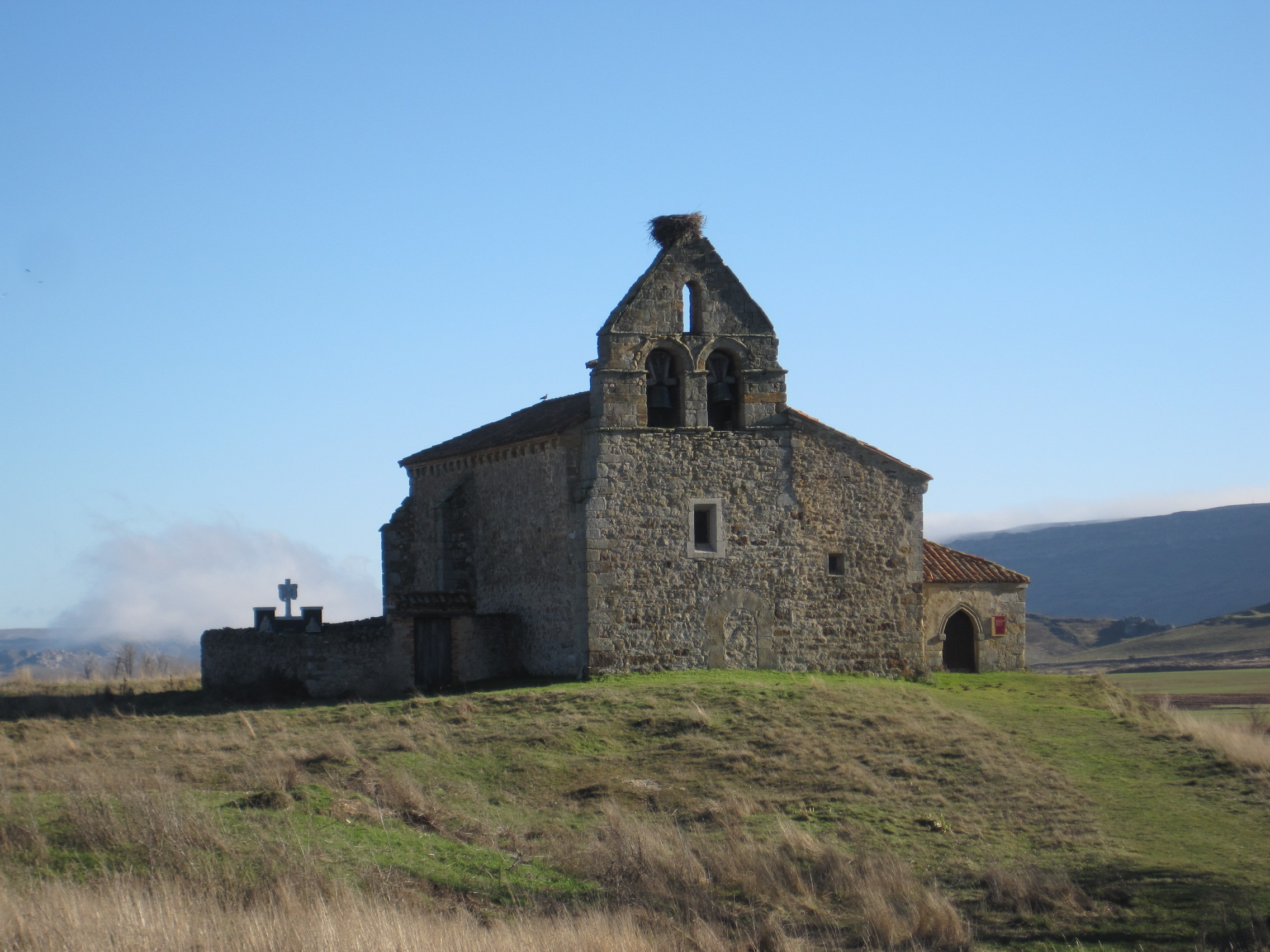
Iglesia de Santa María

El pueblo posee una iglesia del siglo XIII y varias casas de piedra palaciegas, algunas de ellas blasonadas.